# Jean Tricot (arbitre)
Pour les articles homonymes, voir Tricot (homonymie).
Jean Tricot est un arbitre français de football. Il officie au haut niveau  dans les années 1960. 
Arbitre de District  Normandie centrale de 1946 à 50 
Arbitre de Ligue de Normandie 1950 /55 
Arbitre Fédéral de 55 à 61 
Arbitre International 61 / 66

## Carrière
Il officie dans une compétition majeure :
- Coupe de France de football 1965-1966 (finale)
- Demi Finale Coupe d'Europe REAL MADRID/ F.C.ZURICH  7 05 64